# ربی، نیو ساوت ولز
ربی، یک شهرک حومه‌ای در سیدنی واقع در نیو ساوت ولز می‌باشد. این منطقه در ۵۵ کیلومتری جنوب غربی منطقه تجاری سیدنی (به انگلیسی: Sydney central business district) قرار دارد.